# Friedrich Paneth
Friedrich Adolf Paneth (ur. 31 sierpnia 1887 w Wiedniu, zm. 17 września 1958 tamże) – chemik austriacko-brytyjski. Członek Royal Society (od 1947 roku), dyrektor Towarzystwa Maxa Plancka (1953-1958).
W 1919 roku został profesorem nadzywczajnym Uniwersytetu w Hamburgu, w 1922 przeniósł się do Berlina, gdzie wykładał do 1929, zaś w latach 1929-1933 nauczał na uniwersytecie w Królewcu. W 1933 odbywał podróż naukową do Wielkiej Brytanii, podczas której prowadził wykłady. Tam też zastał go moment dojścia Adolfa Hitlera do władzy, w związku z czym nie wrócił do kraju, jako że był pochodzenia żydowskiego. Od tego czasu do 1939 wykładał jako profesor wizytujący na Uniwersytecie Londyńskim, zaś od 1939 aż do przejścia na emeryturę w 1953 na Uniwersytecie w Durham.
W czasach swojej kariery, uważany za autorytet w chemii wodorków metali. Szeroko znany ze swojej pracy opublikowanej w 1926 roku później cytowanej w kontekście zimnej fuzji. Autor między innymi znaczących prac w dziedzinie adsorpcji i współstrącania śladowych ilości substancji (obok Kasimira Fajana i Otto Hahna), oraz badań stratosfery.
Krater księżycowy Paneth oraz rzadki minerał panethyt (panethite, (Na,Ca)2(Mg,Fe)2(PO4)2) nazwane są jego imieniem.